# Narančin korijen
Narančin korijen (hidrastis, lat. Hydrastis), monotipski biljni rod smješten u vlastitu potporodicu Hydrastidoideae, dio porodice žabnjakovki. Jedina je vrsta ljekovita trajnica  H. canadensis, raširen od Hudsonovog zaljeva na jugdo Meksičkog zaljeva i na istok do atlantske obale

## Sinonimi
- Warnera Mill.
- Warneria Mill.
- Hydrastis trifolia Raf.
- Warneria canadensis Mill.

## Galerija
- H. canadensis
- H. canadensis
- H. canadensis
- H. canadensis, plod

## Vanjske poveznice
|  | Zajednički poslužitelj ima još gradiva o temi Hydrastis canadensis |
|  | Wikivrste imaju podatke o taksonu Hydrastis canadensis             |